# Shirakavan
Pour les articles homonymes, voir Shirakavan (Shirak) et Erazgavors.
Shirakavan ou Širakawan (en arménien Շիրակավան), aussi appelée Erazgavors (Երազգավորս), est une ville arménienne médiévale qui, au IXe siècle, sert de capitale au royaume bagratide d'Arménie. Elle a régressé à la fin du XIXe siècle au rang de village, et se situe aujourd'hui sur le territoire de la Turquie.